# Lady Writer
"Lady Writer" es una canción de 1979 compuesta e interpretada por la banda de rock fusión inglesa Dire Straits, la cual aparece en su segundo álbum Communiqué.
Cuando se le preguntó acerca de qué trataba la canción aproximadamente, el cantante líder de la banda Mark Knopfler dijo que cierto día mirando televisión había una dama escritora en un programa de TV, y aquella fue básicamente la idea de donde la canción provino. Puesto que la canción dice que la escritora está "hablando sobre la Virgen María", algunos han especulado que la escritora en cuestión era Marina Warner, una visión compartida por la misma Warner.

## Rendimiento en el Chart
| Gráfico (1979)                         | Peakposition |
| -------------------------------------- | ------------ |
| Australia (Informe de Música del Kent) | 95           |
| Países Bajos (Dutch Top 40)            | 18           |
| Países Bajos (Mega Single Top 100)     | 18           |
| Nueva Zelanda (Recorded Music NZ)      | 39           |
| España (AFE)                           | 26           |
| Reino Unido (UK Singles Chart)         | 51           |
| Cartelera de EE. UU. Caliente 100      | 45           |
| Caja de Dinero efectivo de los EE. UU. | 63           |